# Brænding (varme)
 For alternative betydninger, se brænding. (Se også artikler, som begynder med brænding)
En brænding er den proces, hvorved blandt andet porcelæn og ler hærdes ved langvarig opvarmning til høj temperatur.
En brænding i keramiker-jargon kan være den mængde genstande der skal til for at ovnen er fyldt, altså en slags mængdemål.